# ISO 3166-1 alpha-3
Il codice ISO 3166-1 alpha-3 è la parte con la codifica a tre lettere del codice ISO 3166-1.
Sono usati dal ISO/IEC 7501-1 per la lettura ottica dei passaporti.

## Lista dei codici assegnati ufficialmente
La seguente è una lista completa dei codici ufficiali a tre lettere dello standard ISO 3166-1 alpha-3:
- ABW - Aruba (non usato nei passaporti)
- AFG - Afghanistan
- AGO - Angola
- AIA - Anguilla (non usato nei passaporti)
- ALA - Isole Åland (non usato nei passaporti)
- ALB - Albania
- AND - Andorra
- ARE - Emirati Arabi Uniti
- ARG - Argentina
- ARM - Armenia
- ASM - Samoa Americane (non usato nei passaporti)
- ATA - Antartide (non usato nei passaporti)
- ATF - Terre Australi e Antartiche Francesi (non usato nei passaporti)
- ATG - Antigua e Barbuda
- AUS - Australia
- AUT - Austria
- AZE - Azerbaigian
- BDI - Burundi
- BEL - Belgio
- BEN - Benin
- BES - Isole BES (non usato nei passaporti)
- BFA - Burkina Faso
- BGD - Bangladesh
- BGR - Bulgaria
- BHR - Bahrein
- BHS - Bahamas
- BIH - Bosnia ed Erzegovina
- BLM - Saint-Barthélemy (non usato nei passaporti)
- BLR - Bielorussia
- BLZ - Belize
- BMU - Bermuda (non usato nei passaporti)
- BOL - Bolivia
- BRA - Brasile
- BRB - Barbados
- BRN - Brunei
- BTN - Bhutan
- BVT - Isola Bouvet (non usato nei passaporti)
- BWA - Botswana
- CAF - Repubblica Centrafricana
- CAN - Canada
- CCK - Isole Cocos (Keeling) (non usato nei passaporti)
- CHE - Svizzera
- CHL - Cile
- CHN - Cina
- CIV - Costa d'Avorio
- CMR - Camerun
- COD - Repubblica Democratica del Congo
- COG - Repubblica del Congo
- COK - Isole Cook
- COL - Colombia
- COM - Comore
- CPV - Capo Verde
- CRI - Costa Rica
- CUB - Cuba
- CUW - Curaçao (non usato nei passaporti)
- CXR - Isola di Natale (non usato nei passaporti)
- CYM - Isole Cayman (non usato nei passaporti)
- CYP - Cipro
- CZE - Repubblica Ceca
- DEU - Germania (nei passaporti si usa però D<<)
- DJI - Gibuti
- DMA - Dominica
- DNK - Danimarca
- DOM - Repubblica Dominicana
- DZA - Algeria
- ECU - Ecuador
- EGY - Egitto
- ERI - Eritrea
- ESH - Sahara Occidentale
- ESP - Spagna
- EST - Estonia
- ETH - Etiopia
- FIN - Finlandia
- FJI - Figi
- FLK - Isole Falkland (non usato nei passaporti)
- FRA - Francia
- FRO - Fær Øer (non usato nei passaporti)
- FSM - Stati Federati di Micronesia
- GAB - Gabon
- GBR - Regno Unito
- GEO - Georgia
- GGY - Guernsey (non usato nei passaporti)
- GHA - Ghana
- GIB - Gibilterra (non usato nei passaporti)
- GIN - Guinea
- GLP - Guadalupa (non usato nei passaporti)
- GMB - Gambia
- GNB - Guinea-Bissau
- GNQ - Guinea Equatoriale
- GRC - Grecia
- GRD - Grenada
- GRL - Groenlandia (non usato nei passaporti)
- GTM - Guatemala
- GUF - Guyana francese (non usato nei passaporti)
- GUM - Guam (non usato nei passaporti)
- GUY - Guyana
- HKG - Hong Kong (non usato nei passaporti)
- HMD - Isole Heard e McDonald (non usato nei passaporti)
- HND - Honduras
- HRV - Croazia
- HTI - Haiti
- HUN - Ungheria
- IDN - Indonesia
- IMN - Isola di Man (non usato nei passaporti)
- IND - India
- IOT - Territorio britannico dell'Oceano Indiano (non usato nei passaporti)
- IRL - Irlanda
- IRN - Iran
- IRQ - Iraq
- ISL - Islanda
- ISR - Israele
- ITA - Italia
- JAM - Giamaica
- JEY - Jersey (non usato nei passaporti)
- JOR - Giordania
- JPN - Giappone
- KAZ - Kazakistan
- KEN - Kenya
- KGZ - Kirghizistan
- KHM - Cambogia
- KIR - Kiribati
- KNA - Saint Kitts e Nevis
- KOR - Corea del Sud
- KWT - Kuwait
- LAO - Laos
- LBN - Libano
- LBR - Liberia
- LBY - Libia
- LCA - Saint Lucia
- LIE - Liechtenstein
- LKA - Sri Lanka
- LSO - Lesotho
- LTU - Lituania
- LUX - Lussemburgo
- LVA - Lettonia
- MAC - Macao (non usato nei passaporti)
- MAF - Saint-Martin (non usato nei passaporti)
- MAR - Marocco
- MCO - Principato di Monaco
- MDA - Moldavia
- MDG - Madagascar
- MDV - Maldive
- MEX - Messico
- MHL - Isole Marshall
- MKD - Macedonia del Nord
- MLI - Mali
- MLT - Malta
- MMR - Birmania
- MNE - Montenegro
- MNG - Mongolia
- MNP - Isole Marianne Settentrionali (non usato nei passaporti)
- MOZ - Mozambico
- MRT - Mauritania
- MSR - Montserrat (non usato nei passaporti)
- MTQ - Martinica (non usato nei passaporti)
- MUS - Mauritius
- MWI - Malawi
- MYS - Malaysia
- MYT - Mayotte (non usato nei passaporti)
- NAM - Namibia
- NCL - Nuova Caledonia
- NER - Niger
- NFK - Isola Norfolk (non usato nei passaporti)
- NGA - Nigeria
- NIC - Nicaragua
- NIU - Niue (non usato nei passaporti)
- NLD - Paesi Bassi
- NOR - Norvegia
- NPL - Nepal
- NRU - Nauru (non usato nei passaporti)
- NZL - Nuova Zelanda
- OMN - Oman
- PAK - Pakistan
- PAN - Panama
- PCN - Isole Pitcairn (non usato nei passaporti)
- PER - Perù
- PHL - Filippine
- PLW - Palau
- PNG - Papua Nuova Guinea
- POL - Polonia
- PRI - Porto Rico
- PRK - Corea del Nord
- PRT - Portogallo
- PRY - Paraguay
- PSE - Stato di Palestina
- PYF - Polinesia Francese (non usato nei passaporti)
- QAT - Qatar
- REU - Riunione (non usato nei passaporti)
- ROU - Romania
- RUS - Russia
- RWA - Ruanda
- SAU - Arabia Saudita
- SDN - Sudan
- SEN - Senegal
- SGP - Singapore
- SGS - Georgia del Sud e Isole Sandwich Australi (non usato nei passaporti)
- SHN - Sant'Elena, Ascensione e Tristan da Cunha (non usato nei passaporti)
- SJM - Svalbard e Jan Mayen (non usato nei passaporti)
- SLB - Isole Salomone
- SLE - Sierra Leone
- SLV - El Salvador
- SMR - San Marino
- SOM - Somalia
- SPM - Saint-Pierre e Miquelon (non usato nei passaporti)
- SRB - Serbia
- SSD - Sudan del Sud
- STP - São Tomé e Príncipe
- SUR - Suriname
- SVK - Slovacchia
- SVN - Slovenia
- SWE - Svezia
- SWZ - Swaziland
- SXM - Sint Maarten (non usato nei passaporti)
- SYC - Seychelles
- SYR - Siria
- TCA - Turks e Caicos (non usato nei passaporti)
- TCD - Ciad
- TGO - Togo
- THA - Thailandia
- TJK - Tagikistan
- TKL - Tokelau (non usato nei passaporti)
- TKM - Turkmenistan
- TLS - Timor Est
- TON - Tonga
- TTO - Trinidad e Tobago
- TUN - Tunisia
- TUR - Turchia
- TUV - Tuvalu
- TWN - Taiwan
- TZA - Tanzania
- UGA - Uganda
- UKR - Ucraina
- UMI - Isole minori esterne degli Stati Uniti d'America (non usato nei passaporti)
- URY - Uruguay
- USA - Stati Uniti d'America
- UZB - Uzbekistan
- VAT - Città del Vaticano
- VCT - Saint Vincent e Grenadine
- VEN - Venezuela
- VGB - Isole Vergini britanniche
- VIR - Isole Vergini Americane
- VNM - Vietnam
- VUT - Vanuatu
- WLF - Wallis e Futuna (non usato nei passaporti)
- WSM - Samoa
- YEM - Yemen
- ZAF - Sudafrica
- ZMB - Zambia
- ZWE - Zimbabwe

A questi si aggiungono poi in uso per i passaporti ma non autorizzati dall'ISO i codici RKS per il Kosovo e XCT per Cipro Nord, più diversi codici relativi ad organizzazioni internazionali, all'Ordine di Malta (XOM) e alle diverse categorie di cittadinanza britannica.

### Codici per uso privato
I codici compresi tra AAA e AAZ, tra QMA e QZZ, tra XAA e XZZ, e tra ZZA e ZZZ possono essere riservati per uso privato per definire suddivisioni territoriali o geografiche a scopo statistico non previste dallo standard ISO. Inoltre, OOO è designato come codice di escape.
Nei passaporti, compaiono tre possibili codici che iniziano con la lettera X: XXA (Apolide ai sensi della convenzione del 1951), XXB (Rifugiato ai sensi della convenzione del 1954), XXC (Rifugiato non coperto dalla convenzione del 1954) e XXX (Sconosciuto). Il codice XXX è anche quindi informalmente utilizzato per indicare un valore non valido.

### Lista dei codici riservati
I codici riservati, pur non facendo parte dello standard ISO 3166-1, sono utilizzati in alcune applicazioni in congiunzione ad essi. L'ISO 3166 MA li riserva, in modo che non vengano usati in codici ISO 3166 ufficiali, creando così conflitti tra lo standard e le sue applicazioni. La lista dei codici alpha-3 riservati attualmente è la seguente:

#### Prenotazioni eccezionali
Le prenotazioni eccezionali dei codici alpha-3, sono prenotazioni permanenti perché utilizzate per scopi particolari. L'ISO 3166 MA autorizza il loro uso solo per gli scopi particolari per cui sono state creati. Le prenotazioni eccezionali sono:
- ASC - Isola di Ascensione - Riservato su richiesta dell'UPU e dell'ITU
- CPT - Clipperton - Riservato su richiesta dell'ITU
- DGA - Diego Garcia - Riservato su richiesta dell'ITU
- FXX - Francia Metropolitana - Riservato su richiesta della Francia
- TAA - Tristan da Cunha - Riservato su richiesta dell'UPU

Anche i seguenti codici erano riservati, fino all'aggiornamento del 29 marzo 2006 che li ha inclusi nell'elenco degli standard ufficiali:
- GGY - Guernsey - Riservato su richiesta dell'UPU;
- IMN - Isola di Man - Riservato su richiesta dell'UPU
- JEY - Jersey - Riservato su richiesta dell'UPU

#### Prenotazioni transitorie
Una prenotazione transitoria si riferisce a un codice precedentemente presente nell'ISO 3166, ma non ancora cancellato. Verrà mantenuto in tale stato per almeno cinque anni, di modo che gli utilizzatori che hanno ancora bisogno del vecchio codice abbiano il tempo per aggiornarsi a quello nuovo. Le prenotazioni transitorie sono:
- ANT - Antille Olandesi (scaduto nel 2015)
- BUR - Birmania (scaduto nel 2016; ora MMR, da Myanmar)
- SCG - Serbia e Montenegro (scaduto nel 2008; ora separate, SRB per Serbia e MNE per Montenegro)
- NTZ - Zona neutrale iracheno-saudita (scaduto nel 1996)
- SUN - Unione Sovietica (scaduto nel 1996)
- TMP - Timor Est (scaduto nel 2007; ora, TLS)
- YUG - Jugoslavia (scaduto nel 2008)
- ZAR - Zaire (scaduto nel 2002; ora Repubblica Democratica del Congo, COD)

#### Prenotazioni indeterminate
Le prenotazioni indeterminate dei codici alpha-3 sono codici usati per identificare i veicoli in base alle "Convenzioni per il traffico stradale delle Nazioni Unite" vigenti tra il 1949 e il 1968. Questi codici differiscono da quelli usati nell'ISO 3166. L'ISO 3166 MA spera che questi codici vengano rimpiazzati dai codici ISO 3166-1; ma nel frattempo rimangono riservati per evitare conflitti tra l'ISO 3166-1 e le Convenzioni, e per facilitare le transizioni tra i codici delle Convenzioni e i codici ISO 3166-1. Le prenotazioni indeterminate sono:
- ADN – Aden
- BDS – Barbados
- BRU – Brunei
- CDN – Canada
- EAK – Kenya
- EAT – Tanganica
- EAU – Uganda
- EAZ – Zanzibar
- GBA – Alderney
- GBG – Guernsey
- GBJ – Jersey
- GBM – Isola di Man
- GBZ – Gibilterra
- GCA – Guatemala
- HKJ – Giordania
- MAL – Malaysia
- RCA – Repubblica Centrafricana
- RCB – Repubblica del Congo
- RCH – Cile
- RMM – Mali
- RNR – Rhodesia Settentrionale
- ROK – Repubblica di Corea
- RSM – San Marino
- RSR – Rhodesia Meridionale
- SLO – Slovenia
- SME – Suriname
- TMN – Turkmenistan
- WAG – Gambia
- WAL – Sierra Leone
- ZRE – Zaire

Il seguente codice è stato riassegnato:
- ROU – Uruguay — Riassegnato alla Romania

#### Codici da non usare
In aggiunta, l'ISO 3166 MA attualmente ha deciso di non utilizzare i seguenti codici alpha-3 dello standard ISO/IEC 7501-1 (per la lettura ottica dei passaporti). Comunque queste prenotazioni non sono classificate come transitorie, indeterminate o eccezionali, in quanto i codici non si riferiscono a nazioni, dipendenze o altre regioni geografiche:
- GBD – Cittadini Britannici dei Territori dipendenti
- GBN – Britannici Nazionali (Oltremare)
- GBO – Cittadini Britannici Oltremare
- GBP – Persona Britannica protetta
- GBS – Soggetto Britannico
- UNA – Ufficiale delle Agenzie Specializzate delle Nazioni Unite
- UNK – Residenti del Kosovo (documenti emessi dal UNMIK)
- UNO – Ufficiale delle Nazioni Unite

## Altri codici obsoleti ritirati
Questi codici sono obsoleti e sono stati ritirati, quindi non sono più riservati transitoriamente e quindi non possono più essere utilizzati:
- AFI – Territorio francese degli Afar e degli Issa
- ATB – Territorio Antartico Britannico
- ATN – Terra della Regina Maud
- BYS – RSS Bielorussa, poi Bielorussia – Ora usa BLR
- CSK – Cecoslovacchia
- CTE – Isole Canton ed Enderbury
- DDR – Repubblica Democratica Tedesca
- DHY – Dahomey
- GEL – Isole Gilbert ed Ellice
- HVO – Alto Volta
- JTN – Atollo Johnston
- MID – Atollo di Midway
- NHB – Nuove Ebridi
- PCI – Territorio fiduciario delle Isole del Pacifico
- PCZ – Zona del Canale di Panama
- PHI – Filippine — Ora usa PHL
- PUS – Isole del Pacifico varie degli Stati Uniti d'America
- RHO – Rhodesia Meridionale
- ROM – Romania — Ora usa ROU
- SKM – Regno del Sikkim
- VDR – Vietnam del Nord
- WAK – Isola di Wake
- YMD – Yemen del Sud